# Aethriamanta brevipennis
Aethriamanta brevipennis е вид водно конче от семейство Libellulidae. Видът е незастрашен от изчезване.

## Разпространение
Разпространен е в Бангладеш, Виетнам, Индия (Аруначал Прадеш, Асам, Бихар, Западна Бенгалия, Карнатака, Керала и Ориса), Индонезия (Суматра), Лаос, Малайзия (Западна Малайзия), Мианмар, Сингапур, Тайланд и Шри Ланка.